# Arthur H. Howell
Arthur Holmes Howell (3 de mayo de 1872, Lake Grove, Nueva York – 10 de julio de 1940) fue un zoólogo estadounidense notable por su obra de campo en mamíferos y aves en Alabama, Arkansas, Florida, Georgia, Illinois, Kentucky, Luisiana, Misuri, Montana, Nuevo México, y Texas.
En 1889, fue miembro de la American Ornithological Society. 
En 1895,  acompañó a Vernon Bailey como ayudante de campo durante estudios en Montana, Idaho, Washington, y Oregón.
Describió varios mamíferos y pájaros, incluyendo al murciélago gris, el Ammodramus maritimus mirabilis (gorrión cabo sable, y Neotamias ruficaudus. 
En 1898,  visitó la Isla de Gaviota Grande y confirmó la extinción del Microtus pennsylvanicus nesophilus. 
Publicó 118 trabajos, incluyendo Pájaros de Arkansas (1911), Pájaros de Alabama (1924), y Florida bird Life (1932)

## Abreviatura (zoología)
La abreviatura A. H. Howell  se emplea para indicar a Arthur H. Howell como autoridad en la descripción y taxonomía en zoología.